# سكنيكتادي (نيويورك)
مدينة سكنيكتادي ضاحية لمدينة ألباني عاصمة ولاية نيويورك. ويوجد بها مركز الأبحاث والتطوير R&D الرئيسي لشركة جنرال إلكتريك منذ أن نقل مؤسسها توماس إديسون المقر الرئيسي إلى هناك عام 1887 (وكان اسمها آنئذ إديسون لأعمال الماكينات Edison Machine Works). لذلك كان لقب المدينة: المدينة التي تضيئ وتجر العالم.

## التركيبة السكانية
حدّد مكتب تعداد الولايات المتحدة بيانات التركيبة السكانية لسكنيكتادي في تعداد الولايات المتحدة. في ما يلي، التركيبة السكانية حسب تعدادي 2000 و2010.

### تعداد عام 2000
بلغ عدد سكان سكنيكتادي 61,821 نسمة بحسب تعداد عام 2000، وبلغ عدد الأسر 26,265 أسرة وعدد العائلات 14,054 عائلة مقيمة في المدينة. في حين سجلت الكثافة السكانية 2,174.5 نسمة لكل كيلومتر مربع (5,631.9/ميل2). وبلغ عدد الوحدات السكنية 30,272 وحدة بمتوسط كثافة قدره 1,064.8 لكل كيلومتر مربع (2,757.8/ميل2).
وتوزع التركيب العرقي للمدينة بنسبة 76.77% من البيض و14.77% من الأمريكيين الأفارقة و0.36% من الأمريكيين الأصليين و2% من الأمريكيين ذوي الأصول الآسيوية و0.04% من سكان جزر المحيط الهادئ و2.52% من الأعراق الأخرى و3.53% من عرقين مختلطين أو أكثر و5.88% من الهسبانيون أو اللاتينيون من أي عرق.
بلغ عدد الأسر 26,265 أسرة كانت نسبة 29.8% منها لديها أطفال تحت سن الثامنة عشر تعيش معهم، وبلغت نسبة الأزواج القاطنين مع بعضهم البعض 32% من أصل المجموع الكلي للأسر، ونسبة 16.7% من الأسر كان لديها معيلات من الإناث دون وجود شريك، بينما كانت نسبة 4.8% من الأسر لديها معيلون من الذكور دون وجود شريكة وكانت نسبة 46.5% من غير العائلات. تألفت نسبة 38.6% من أصل جميع الأسر من عدة أفراد يعيشون في نفس المنزل ونسبة 13.8% كانت تتألف من شخص يعيش بمفرده يبلغ من العمر 65 عاماً أو أكثر. وبلغ متوسط حجم الأسرة المعيشية 2.23، أما متوسط حجم العائلات فبلغ 2.98.
بلغ العمر الوسطي للسكان 34.8 عاماً. وكانت نسبة 24.1% من القاطنين تحت سن الثامنة عشر، وكانت نسبة 9% بين الثامنة عشر والرابعة والعشرين عاماً، ونسبة 28.9% كانت واقعةً في الفئة العمرية ما بين الخامسة والعشرين والرابعة والأربعين عاماً، ونسبة 18.7% كانت ما بين الخامسة والأربعين والرابعة والستين، ونسبة 14.1% كانت ضمن فئة الخامسة والستين عاماً فما فوق. يوجد لكل 100 أنثى 89.5 ذكر، ويوجد لكل 100 أنثى في الثامنة عشر من عمرها فما فوق 84.8 ذكر.
بلغ متوسط دخل الأسرة في المدينة 29,378 دولارًا، أما متوسط دخل العائلة فبلغ 36,458 دولارًا. وكان متوسط دخل الذكور 30,869 دولارًا مقابل 25,292 دولارًا للإناث. وسجل دخل الفرد الخاص بالمدينة 17,076 دولارًا. وكانت نسبة 16.8% من العائلات ونسبة 20.8% من السكان تحت خط الفقر، وكان من هؤلاء نسبة 31.2% تحت سن الثامنة عشر ونسبة 9.6% في الخامسة والستين من العمر وما فوق.

### تعداد عام 2010
بلغ عدد سكان سكنيكتادي 66,135 نسمة بحسب تعداد عام 2010، وبلغ عدد الأسر 26,633 أسرة وعدد العائلات 14,614 عائلة مقيمة في المدينة. في حين سجلت الكثافة السكانية 2,326.2 نسمة لكل كيلومتر مربع (6,024.8/ميل2). وبلغ عدد الوحدات السكنية 30,095 وحدة بمتوسط كثافة قدره 1,058.6 لكل كيلومتر مربع (2,741.8/ميل2).
وتوزع التركيب العرقي للمدينة بنسبة 61.38% من البيض و20.19% من الأمريكيين الأفارقة و0.69% من الأمريكيين الأصليين و3.62% من الأمريكيين ذوي الأصول الآسيوية و0.14% من سكان جزر المحيط الهادئ و7.24% من الأعراق الأخرى و6.74% من عرقين مختلطين أو أكثر و10.47% من الهسبانيون أو اللاتينيون من أي عرق.
بلغ عدد الأسر 26,633 أسرة كانت نسبة 31% منها لديها أطفال تحت سن الثامنة عشر تعيش معهم، وبلغت نسبة الأزواج القاطنين مع بعضهم البعض 29.6% من أصل المجموع الكلي للأسر، ونسبة 19.7% من الأسر كان لديها معيلات من الإناث دون وجود شريك، بينما كانت نسبة 5.6% من الأسر لديها معيلون من الذكور دون وجود شريكة وكانت نسبة 45.1% من غير العائلات. تألفت نسبة 35.9% من أصل جميع الأسر من عدة أفراد يعيشون في نفس المنزل ونسبة 11.5% كانت تتألف من شخص يعيش بمفرده يبلغ من العمر 65 عاماً أو أكثر. وبلغ متوسط حجم الأسرة المعيشية 2.35، أما متوسط حجم العائلات فبلغ 3.10.
بلغ العمر الوسطي للسكان 33.4 عاماً. وكانت نسبة 24.4% من القاطنين تحت سن الثامنة عشر، وكانت نسبة 12.9% بين الثامنة عشر والرابعة والعشرين عاماً، ونسبة 27.1% كانت واقعةً في الفئة العمرية ما بين الخامسة والعشرين والرابعة والأربعين عاماً، ونسبة 24.1% كانت ما بين الخامسة والأربعين والرابعة والستين، ونسبة 11.4% كانت ضمن فئة الخامسة والستين عاماً فما فوق. وتوزع التركيب الجنسي للسكان بنسبة 48.4% ذكور و51.6% إناث.

## أعلام
- تشارلز بروتيوس شتاينميتز
- ميكي رورك
- ماري دالي
- رونالد ريفست
- أندرو يانغ